# USS Davis (DD-395)
USS Davis (DD-395) là một tàu khu trục lớp Somers được Hải quân Hoa Kỳ chế tạo vào giữa những năm 1930. Nó là chiếc tàu chiến thứ ba của Hải quân Hoa Kỳ được đặt tên theo Chuẩn đô đốc Charles Henry Davis (1807-1877), người tham gia Nội chiến Hoa Kỳ. Davis đã phục vụ trong suốt Chiến tranh Thế giới thứ hai, ngừng hoạt động sau khi chiến tranh kết thúc, và bị bán để tháo dỡ vào năm 1947.

## Thiết kế và chế tạo
Davis được đặt lườn tại xưởng tàu của hãng Bath Iron Works ở Bath, Maine vào ngày 28 tháng 7 năm 1936. Nó được hạ thủy vào ngày 30 tháng 7 năm 1938; được đỡ đầu bởi cô E. Davis, cháu nội Chuẩn đô đốc Davis; và được đưa ra hoạt động vào ngày 9 tháng 11 năm 1938 dưới quyền chỉ huy của Hạm trưởng, Trung tá Hải quân T. D. Carr.

## Lịch sử hoạt động
Davis được phân công nhiệm vụ Tuần tra Trung lập tại Bắc Đại Tây Dương sau khi Chiến tranh Thế giới thứ hai nổ ra tại Châu Âu vào ngày 1 tháng 9 năm 1939. Vào ngày 13 tháng 11, nó khởi hành từ Boston, Massachusetts để đi Galveston, Texas, nơi nó hoạt động tuần tra trong vịnh Mexico và tiến hành thực tập huấn luyện, cho đến khi làm nhiệm vụ tuần tại vùng bờ Tây từ ngày 11 tháng 3 năm 1940 đến ngày 26 tháng 4 năm 1941. Sau đó nó quay trở lại nhiệm vụ tuần tra và hộ tống tại vùng biển Caribe.
Sau khi Nhật Bản bất ngờ tấn công Trân Châu Cảng thúc đẩy Hoa Kỳ tham gia chiến tranh, Davis tiếp tục phục vụ tại khu vực quần đảo Caribe, và làm nhiệm vụ hộ tống và tuần tra ngoài khơi Recife, Brazil, thỉnh thoảng có những chuyến đi đến các cảng miền Nam Hoa Kỳ vận chuyển nhân sự và hàng hóa hay gia nhập các đoàn tàu vận tải. Vào ngày 19 tháng 7 năm 1942, nó cứu vớt mười người sống từ chiếc tàu buồm Anh Glacier bị đắm do trúng ngư lôi. Nó rời Recife vào ngày 19 tháng 12 năm 1943 để ngăn chặn chiếc tàu vượt phong tỏa Burgenland vào ngày 7 tháng 1 năm 1944 và chuyển giao nó cho giới chức thẩm quyền tại Recife sau khi về đến nơi vào ngày 9 tháng 1.
Davis quay trở về New York vào ngày 15 tháng 4 để hộ tống cho tàu sân bay Franklin (CV-13), và lên đường đi sang Anh vào ngày 14 tháng 5 hộ tống một đoàn tàu vận tải, đi đến Plymouth vào ngày 25 tháng 5. Vào ngày 5 tháng 6, nó khởi hành từ Milford Haven, Wales, để gia nhập một đoàn tàu trên đường đi Baie de la Seine tham gia cuộc Đổ bộ Normandy. Davis đi đến nơi vào ngày 7 tháng 6, và khi tuần tra tại khu vực đổ bộ năm ngày sau đó, nó chống trả các cuộc tấn công của tàu phóng lôi đối phương. Đang trên đường đi từ Devonport, Anh đến Baie cùng một đoàn tàu tiếp liệu vào ngày 21 tháng 6, nó trúng phải một quả mìn, và bị hư hại nặng phía đuôi tàu bên mạn trái. Sau khi được sửa chữa khẩn cấp, nó lên đường quay trở về Portland, Anh hai ngày sau đó; rồi tiếp tục quay trở về Charleston, South Carolina để được sửa chữa triệt để, đến nơi vào ngày 11 tháng 8.
Davis quay trở lại nhiệm vụ hộ tống vận tải vào ngày 26 tháng 12 năm 1944, và cho đến ngày 21 tháng 6 năm 1945 đã thực hiện bốn chuyến đi khứ hồi giữa New York và các cảng Anh. Nó đi đến Norfolk, Virginia vào ngày 10 tháng 7, và tiếp tục ở lại đây cho đến khi được cho xuất biên chế vào ngày 19 tháng 10 năm 1945. Nó bị bán để tháo dỡ vào ngày 24 tháng 11 năm 1947.

## Phần thưởng
Davis được tặng thưởng một Ngôi sao Chiến trận do thành tích phục vụ trong Chiến tranh Thế giới thứ hai.